# Jean-Pierre Poly
Pour les articles homonymes, voir Poly.
Jean-Pierre Poly est un historien français du droit né en 1941.
Spécialiste du Moyen Âge, il est professeur d'histoire du droit à l'université de Paris X Nanterre.

## Biographie
Élève de Georges Duby, Jean-Pierre Poly est docteur d'Etat en histoire du droit en 1971 et agrégé en 1972. Sa thèse de doctorat porte sur l'histoire de la société féodale en Provence du IXe au XIIe siècle.
Après Georges Duby, Jean-François Lemarignier, Pierre Toubert, Pierre Bonnassie, Thomas Bisson ou Josep Salrach et bien d’autres médiévistes, ce chercheur fait partie d’un courant historiographique qui a considéré les années autour de l’an mil dans le royaume de France comme celles d’une crise conduisant à une société véritablement féodale, où les fiefs en viennent à occuper une position dominante. Ainsi se constitua une noblesse étendue à la petite chevalerie, capable d’imposer à la paysannerie une seigneurie « banale » généralisée. Ceci entraîna dans certaines régions le millénarisme, dans d’autres le dualisme. Comme l’a montré Patrick Geary, la mutation se manifesta sur le plan mémoriel. Après la crise, l'étagement des fiefs entraîna la constitution d'un Etat féodal dont un roi suzerain puis souverain prendra la tête.
A cette analyse s’est opposé Dominique Barthélémy, qui a écarté ce qu’il nommait « le mutationnisme » et proposé l’idée d’un changement continu fait par ajustements progressifs avec peut-être une inflexion à la fin de la période carolingienne. Un modèle n’épuise jamais la complexité du mouvement historique et il faut certes limiter la crise à certaines régions d’Europe et en distinguer des versions plus ou moins achevées. Georges Duby insistait sur l’étagement des mesnies : la généralisation du lien féodo-vassalique a tenté de consolider des structures de parenté longtemps dominantes en un temps et des lieux où elles s’étaient affaiblies.
Dans le prolongement de l’étude de Raymond Verdier sur la vengeance comme « structure vindicatoire », Poly a contribué à l’étude du droit des sociétés gentilices dites barbares. La première loi salique (Pactus Legis Salicae) serait selon lui un règlement fait par le commandement impérial romain pour concilier discipline et coutume dans les réserves où étaient recrutées les troupes auxiliaires franques. Il s’agissait d’éliminer la vengeance en fixant de façon obligatoire et précise la compensation coutumière, jusque-là volontaire, ce qui la transformait en dommages et intérêts et en amende. Au-delà, était en jeu le rapport entre les lois d’un Etat impérial - la res publica d’Aldo Schiavone - et les traditions coutumières des sociétés gentilices, plus démocratiques pour Karol Modzelewski, ou hostiles aux formes étatiques pour Pierre Clastres. Les groupes militaires barbares, lorsqu’ils remplacèrent tant bien que mal la res publica, durent s’accommoder en partie des institutions impériales.
En 1995 Georges Duby proposait à Poly une étude commune sur la parenté et la sexualité du premier Moyen Age, malheureusement achevée sans son promoteur en 2003. L’étude partait de l’interdit étendu d’inceste, jusqu’au sixième degré canonique, le douzième degré civil (romain). Loin d’être issu du premier christianisme, comme le pensait Jack Goody, cet « interdit impossible » semble né au IXe siècle d’une fusion approximative entre la parenté bilinéaire germanique où un interdit d'inceste scandait le renchaînement préférentiel régulier de deux lignées originelles matrilinéaire et patrilinéaire, et la parenté romaine christianisée où l'inceste est plus restreint mais prohibe les alliés proches. La conciliation par les clercs de ces deux systèmes entraîna dans la noblesse l’accent mis sur les parentèles horizontales noté par Régine Le Jan : mieux valait ignorer les degrés ascendants puisqu’ils trahissaient les alliances passées qui auraient interdit celles du présent. Seule manifestait son ascendance la patrilignée royale qui pouvait se permettre d'oublier ses unions hypogamiques. La féodalité verra l'extension du lignage au sens restreint du mot, la patrilignée à aînesse et à hypergamie chevaleresque mise en lumière par Georges Duby.
Les travaux ultérieurs de Poly s’emploient à étudier la variété des cultures barbares introduites dans l’empire occidental par les contingents militaires – germaniques mais aussi celtiques, iraniens, maures, syriens -. On pourrait ainsi rompre, comme l’a fait Walter Pohl dans son ouvrage pionnier sur les Avars, avec deux idées reçues, l’élimination immédiate de ces cultures par la romanité impériale et la dichotomie romanité/germanité, qui toutes deux négligent les acculturations complexes d’où est issu le « Moyen Âge ».

## Publications
- La Provence et la société féodale (879 - 1166) : Contribution à l'étude des structures dites féodales dans le Midi, Paris, Bordas, coll. « Collection 'Etudes'. Histoire », 1976, 431 p. (ISBN 9782040077402, lire en ligne).
- La mutation féodale Xe – XIIe siècle  (avec Éric Bournazel), Paris, Presses universitaires de France, coll. « Nouvelle Clio » (no 16), 1980, 512 p.[3],[4],[5].
- Jean-Pierre Poly et Éric Bournazel (dir.), Les féodalités, Paris, Presses Universitaires de France, coll. « Histoire générale des systèmes politiques », 1998, 820 p. (ISBN 978-2-13-049334-1, lire en ligne)[6],[7].
- Le chemin des amours barbares : Genèse médiévale de la sexualité européenne, Paris, Perrin, coll. « Pour l'histoire », 2003, 607 p. (ISBN 978-2-262-02010-1).
- Leges barbarorum, chapitre 4 (pp. 187-247) in S. Kerneis, Une histoire juridique de l'Occident, PUF, Nouvelle Clio, Paris, 2018.
- Laeti et gentiles. Military Germanic Settlements in Roman Gaul, chapitre 14 (p. 383-412) in L. Loschiavo, The Civilian Legacy of the Roman Army. Military Models in the Post-Roman World. Brill, Leiden, 2024.

## Prix
- Prix Gobert 1977 de l’Académie des inscriptions et belles-lettres.
- Grand prix des Rendez-vous de l'histoire 2003.
- Prix Augustin Thierry 2003.